# دودمان سونگ
دودمان سونگ(چینی:宋朝) یکی از دودمانهای حاکم بر چین بود که بین سالهای ۹۶۰ تا ۱۲۷۹ بر چین فرمان می‌راند؛ پیش از این دودمان پنج سلسله و ده پادشاهی، و پس از آن دودمان یوآن حکم راندند. دودمان سونگ، نخستین دولت جهان بود که اقدام به چاپ اسکناس یا پول کاغذی نمود. دودمان سونگ را عموماً به دو بخش سونگ شمالی و سونگ جنوبی تقسیم می‌کنند. سرسلسله این دودمان، امپراتور تایزو بود که از سال ۹۶۰ تا ۹۷۶ پادشاهی کرد.

## سونگ شمالی
سونگ شمالی نیمه ابتدائی دودمان سونگ بود که از ۹۶۰ تا ۱۱۲۶ بر چین حکمرانی می‌نمود و تا رخداد فتح کایفنگ پایتخت شمالی در جنگ علیه امپراتوری جین حاکم بخش اعظمی از چین بود.

## سونگ جنوبی

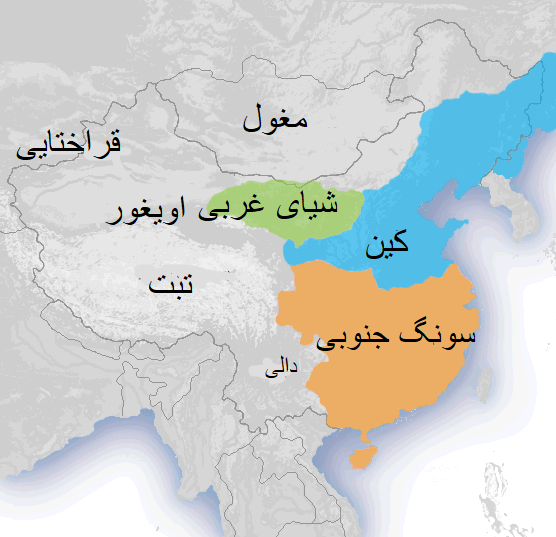
نقشه سونگ جنوبی در سال ۱۱۴۲ میلادی

سونگ جنوبی بخش دوم و پایانی دودمان سونگ بود که از تاریخ ۱۱۲۷ تا پایان دودمان ۱۲۷۹ حاکمیت می‌نمود.

## تاریخچه سیاسی

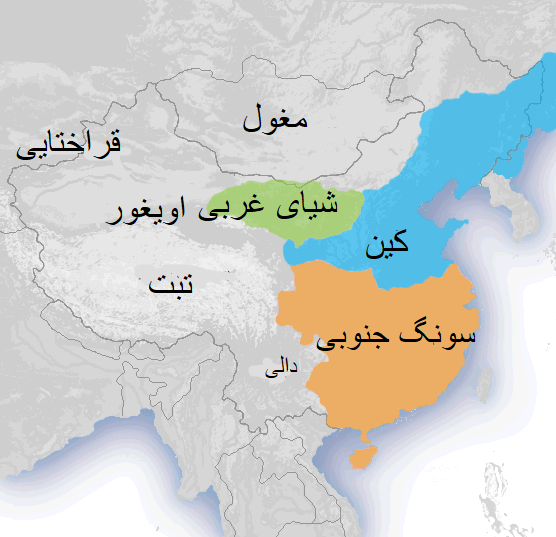
دودمان سونگ قبل از ظهور چنگیز خان

پس از فروپاشی دودمان تانگ، بیش از پنجاه سال در چین پنج دودمان و ده پادشاهی بر چین حاکم بودند؛ تا این‌که شخصی به نام چائوکوانگ‌یین سلسلهٔ سونگ را تأسیس کرد. در میانه‌های سدهٔ دهم میلادی، گروهی از اقوام بیابان‌گرد که خیتان نامیده می‌شدند، از مغولستان به مرزهای شمالی چین حمله‌ور شدند. آن‌ها همچنین موفق شدند جنوب منچوری را تصرف کنند.
در حدود سال ۱۱۰۰، جورچن‌های مغول به چین تاخت و تاز انجام دادند. در چنین شرایطی دولت سونگ با جورچن‌ها علیه خیتان‌ها یک‌پارچه شد. سرانجام خیتان‌ها شکست خوردند، اما اتحاد با جورچن‌ها پایدار نبود و اقوام مغول در شمال چین آغاز به پیشروی کردند. در نتیجه، شمال چین به دست جورچن‌ها افتاد و دولت سونگ به سمت جنوب عقب‌نشینی کرد.
در چنین شرایطی چین شمالی قلمرو دولت جورچن اعلام شد و شهر پکن به پایتختی برگزیده شد. چین جنوبی نیز قلمرو دولت سونگ باقی ماند و پایتخت آن شهر هانگژو بود.

## علم و فناوری

### جنگ باروتی

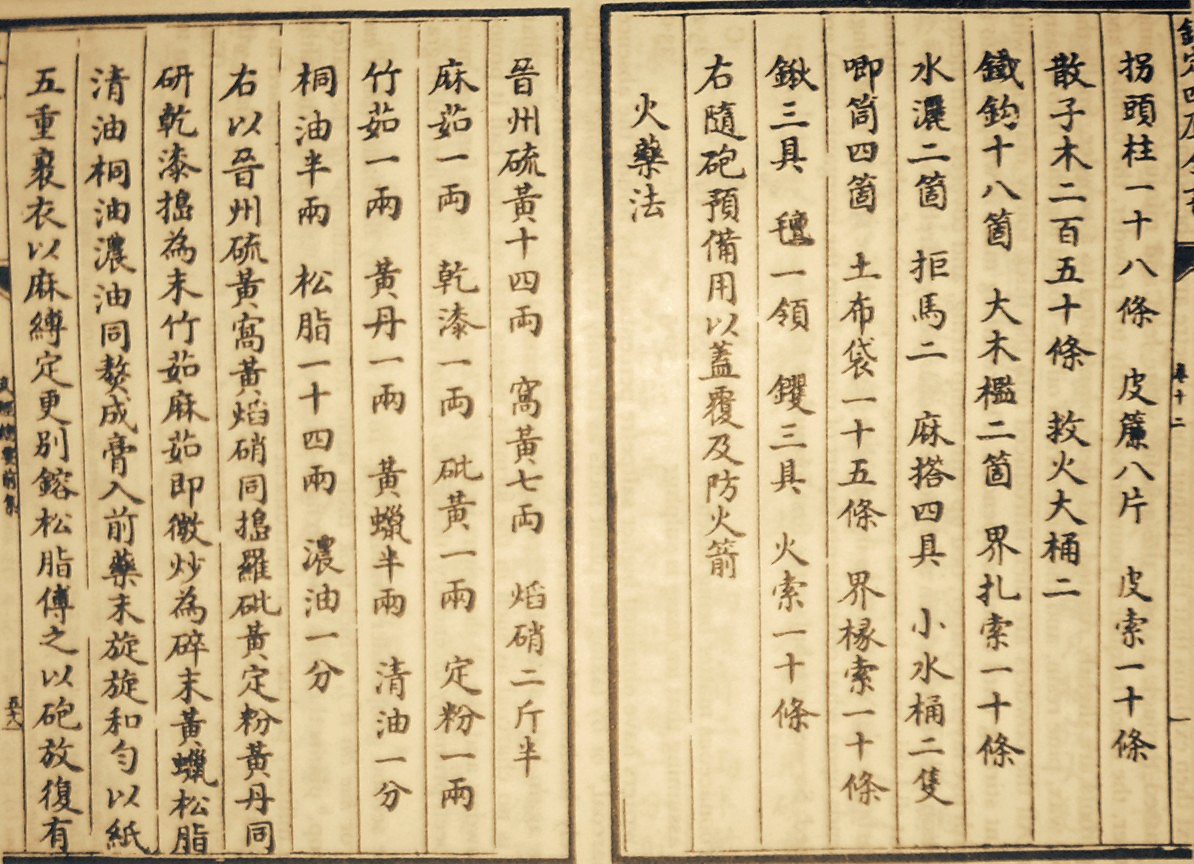
اولین فرمول مکتوب شناخته شده برای باروت از ووجینگ ژانگ یائو(۱۰۴۴)

پیشرفت‌ها در فناوری تسلیحاتی که توسط باروت تقویت شده بود، از جمله تکامل شعله‌افکن‌های اولیه، نارنجکهای انفجاری، سلاح‌های گرم، توپ‌ها و مین‌های زمینی، به چینی‌های سونگ این امکان را داد که تا زمان فروپاشی نهایی سونگ در اواخر قرن سیزدهم، هجوم دشمنان خود را دفع کند. نسخه خطی ووجینگ ژانگ یائو در سال ۱۰۴۴ اولین کتاب در تاریخ بود که فرمول‌هایی برای باروت و استفاده مشخص از آنها در انواع مختلف بمب ارائه کرد. سونگ در حالی که درگیر جنگ با مغولان بود، در سال ۱۲۵۹، لی زنگبو رسماً در ژوگائوهو، چی‌ژی زاجا نوشت که شهر چینگژو ماهانه یک تا دو هزار گلوله آهنی باروتی تولید می‌کرد. و در حدود هر۱۰ ساعت به شیانگ یانگ و ینگژو ارسال می‌کرد. به نوبه خود، مغول‌های مهاجم از سربازان چینی شمالی استفاده کردند و از همین نوع سلاح‌های باروتی علیه سونگ استفاده کردند. پس از آن در قرن چهاردهم، سلاح گرم و توپ همچنین در اروپا، هند و خاورمیانه، در دوران اولیه جنگ با باروت یافت می‌شد.

### اندازه‌گیری فاصله و ناوبری مکانیکی
در اوایل سلسله هان، زمانی که دولت نیاز به اندازه‌گیری دقیق مسافت طی شده در سرتاسر امپراتوری داشت، چینی‌ها به کیلومترشمار مکانیکی تکیه می‌کردند. کیلومتر شمار چینی یک کالسکه چرخدار بود که چرخ دنده آن توسط چرخش چرخهای کالسکه به حرکت درمی‌آمد.واحدهای مشخصی از فاصله - لی چینی - با ضربه مکانیکی یک طبل یا زنگ به عنوان یک سیگنال شنوایی مشخص می‌شدند. مشخصات کیلومتر شمار قرن یازدهم توسط چمبرلین لو دائولونگ نوشته شده است که به‌طور گسترده در متن تاریخی سونگ شی (تدوین شده در سال ۱۳۴۵) نقل شده است. در دوره سونگ، وسیله نقلیه کیلومتر شمار با یکی دیگر از دستگاه‌های مکانیکی پیچیده قدیمی که به عنوان ارابه سمت جنوب شناخته می‌شد ترکیب شد. این دستگاه، که در ابتدا توسط ما جون در قرن سوم ساخته شد، دارای یک دنده دیفرانسیل بود که به شکلی که روی وسیله نقلیه نصب شده بود اجازه می‌داد همیشه در جهت جنوب بود، و همچنین مهم نبود که چرخ‌های مکانیکی چگونه بچرخد. مفهوم دنده دیفرانسیل که در این وسیله ناوبری استفاده می‌شد، اکنون در خودروهای مدرن به منظور اعمال گشتاور مساوی به چرخ‌های اتومبیل حتی زمانی که با سرعت‌های مختلف می‌چرخند، یافت می‌شود.